# Перістері
Перістері (грец. Περιστέρι) — муніципалітет у передмісті Афін в Греції. Розташований на річці Кефісс, на відстані 5 км від центру Афін.

## Населення
| Рік  | Населення |
| ---- | --------- |
| 1981 | 16 276    |
| 1991 | 14 218    |
| 2001 | 15 060    |

## Спорт
| Клуб      | Ліга                  | Майданчик         | Місткість | Заснований |
| --------- | --------------------- | ----------------- | --------- | ---------- |
| Атромітос | Альфа Етнікі — футбол | «Перістері»       | 8,939     | 1923       |
| Перістері | A2 Етнікі — баскетбол | Арена «Перістері» | 4,000     | 1971       |

## Міста-побратими
- Ясси,  Румунія
- Русе,  Болгарія